# Atalaya brevialata
Atalaya brevialata är en kinesträdsväxtart som beskrevs av Cowie & Wightman. Atalaya brevialata ingår i släktet Atalaya och familjen kinesträdsväxter. Inga underarter finns listade i Catalogue of Life.